# Паравани
Паравани (Тапаравани, Топоравань, Тба-Паравани; груз. ფარავნი (pʰɑˈrɑvni); з.-арм. Փարվանա (pʰɑɾvɑnɑ́)) — озеро в крае Самцхе-Джавахети на юге Грузии, расположено на территории Ниноцминдского муниципалитета, между Джавахетским и Самсарским хребтами. Является самым крупным озером страны.

## Характеристики
Озеро находится на высоте 2073 м над уровнем моря и имеет площадь равную 37,5 км². Его максимальная и средняя глубина составляют 3,3 и 2,2 м соответственно. Объём озера составляет 91 млн кубометров воды. Уровень воды самый высокий в октябре и ноябре, а самый низкий — в мае и июне. Зимой озеро замерзает и толщина ледяного покрова может достигать 73 см.
Питается с помощью рек Шаора, Сабадосцкали и Родионовскисцкали, а также с помощью подземных вод.
Из озера вытекает река Паравани — правый приток реки Куры.